# Tren Suburbano de Ankara
La Línea Suburbana Sincan-Kayaş o el Ferrocarril Suburbano de Ankara (Turco: Sincan-Kayaş Banliyö Hattı)  es el ferrocarril de servicio público urbano entre los distritos de Sincan y Kayaş en el área metropolitana de Ankara, capital de Turquía. Es operada por TCDD Türkiye Cumhuriyeti Devlet Demiryolları (Ferrocarriles Estatales de la República de Turquía).

## Historia
La sección de la línea férrea desde la estación de Ankara y la de Sıncan fue completada en 1892 con una frecuencia reducida de trenes. Luego de que TCDD adquiere el control de la línea que los trenes suburbanos fueron puestos en servicio. En 1972 la línea fue electrificada y los vagones de E14000 puestos en servicio.

## Estaciones
- Sincan
- Lale
- Eryaman
- Emirler
- Güneş
- Etimesgut
- Subayevleri
- Havadurağı
- Yıldırım
- Behiçbey
- Marşandiz
- Motor Mahallesi
- Gazi
- Gazi Mahallesi
- Hipodrom
- Gar (Estación de Trenes de Ankara)
- Sıhhiye (conexión al Metro de Ankara - M1)
- Kurtuluş (conexión al Ankaray)
- Cebeci
- Demirlibahçe
- Gülveren
- Saimekadın
- Mamak
- Bağderesi
- Üreğil
- Topkaya
- Köstence
- Kayaş